# Frank B. Morrison
Frank Brenner Morrison, född 20 maj 1905 i Golden, Colorado, död 19 april 2004 i McCook, Nebraska, var en amerikansk demokratisk politiker. Han var Nebraskas guvernör 1961–1967.
Morrison utexaminerades 1927 från Kansas State University och avlade 1931 juristexamen vid University of Nebraska. Därefter inledde han sin karriär som advokat i Nebraska och år 1934 valdes han till åklagare i Frontier County.
Morrison efterträdde 1961 Dwight W. Burney som Nebraskas guvernör och efterträddes 1967 av Norbert Tiemann. Morrison kandiderade tre gånger utan framgång till USA:s senat.